# Saint-Dizant-du-Gua
Saint-Dizant-du-Gua település Franciaországban, Charente-Maritime megyében. Lakosainak száma 501 fő (2022. január 1.). Saint-Dizant-du-Gua Lorignac, Saint-Ciers-du-Taillon, Saint-Fort-sur-Gironde, Sainte-Ramée, Saint-Thomas-de-Conac, Saint-Christoly-Médoc és Bégadan községekkel határos.

## Népesség
A település népessége az elmúlt években az alábbi módon változott:
| Lakosok száma | 790  | 606  | 584  | 536  | 530  | 530  | 533  | 538  | 526  | 501  |
|               | 1968 | 1982 | 1990 | 2006 | 2013 | 2015 | 2017 | 2019 | 2020 | 2022 |